# モンゴル岩塩

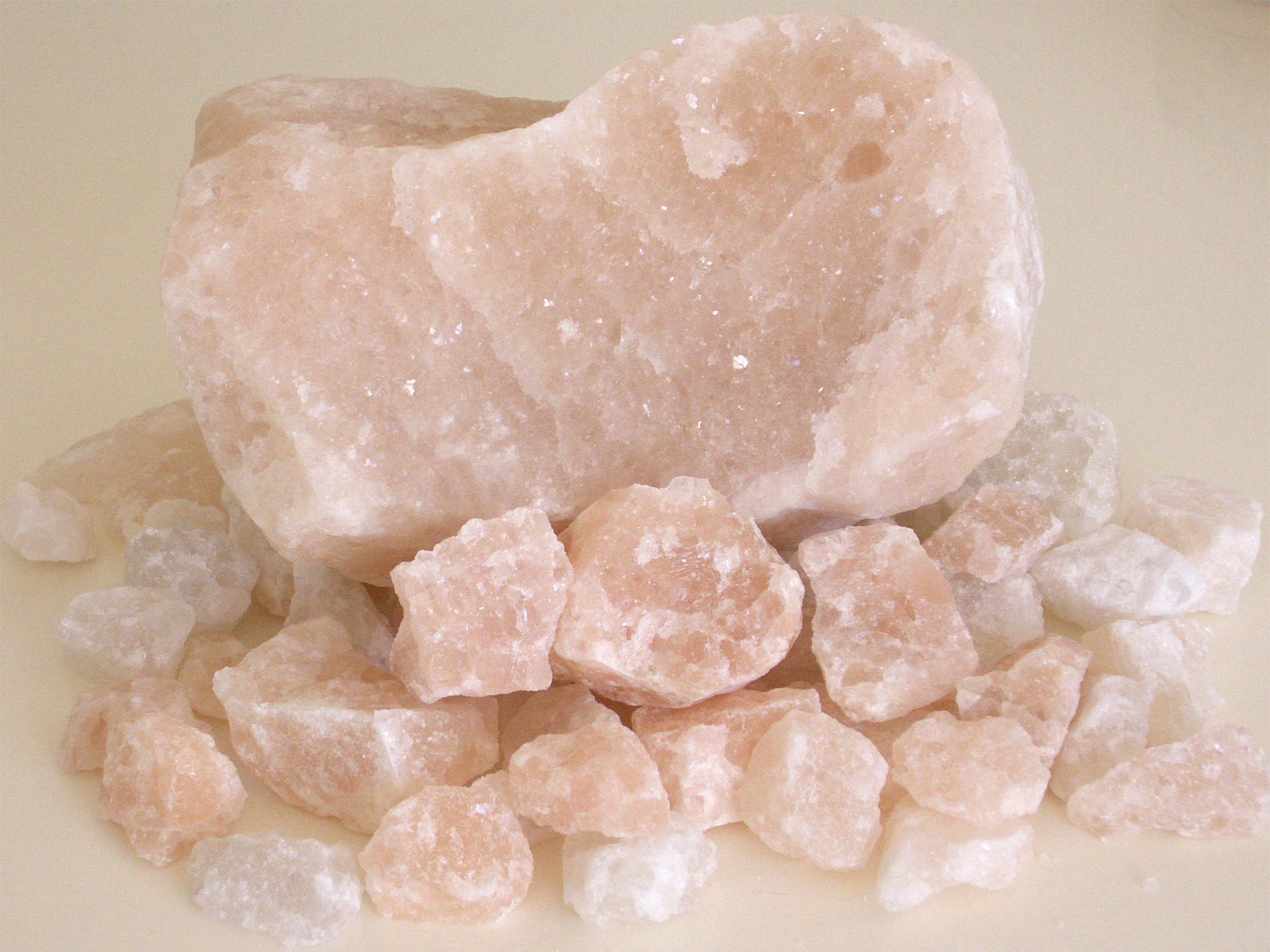
モンゴル岩塩

モンゴル岩塩（モンゴルがんえん）は、モンゴル国の北西部、オブス県 (Uvs Aimag) のウヴス・ヌール盆地 (Uvs Nuur Basin) に位置する岩塩鉱床より採掘される岩塩である。モンゴルでは、この岩塩鉱床で採掘される岩塩のみを限定して、ジャムツ・ダウス (Жамц Давс、Jamts Davs) と呼ばれる。
桃白色、白色、灰白色の岩塩で、その形成期間は約3億5千万年である。

## 用途

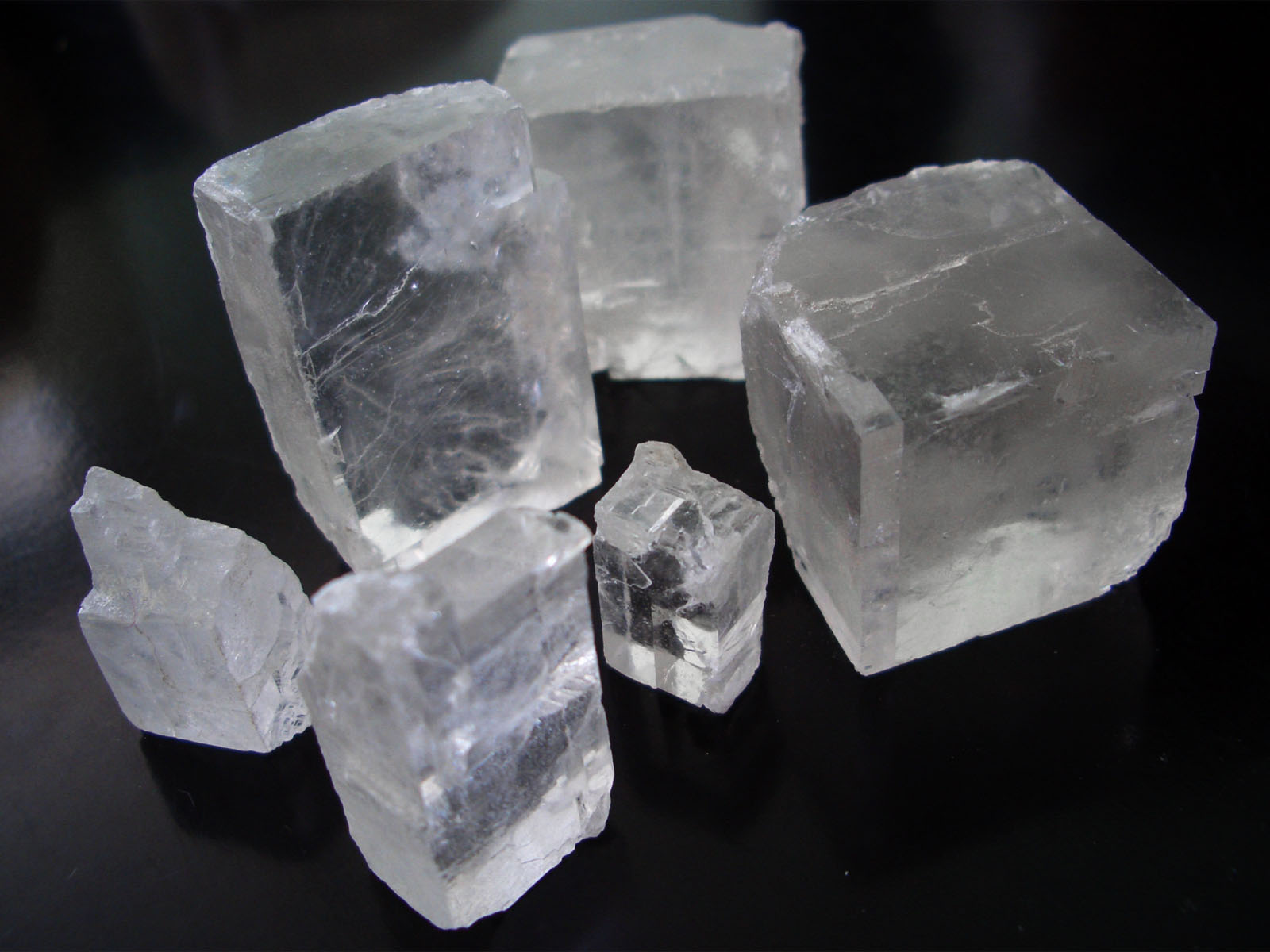
塩の目

モンゴル岩塩はモンゴル国で健康に良い塩として、食用や、うがい、湿布など、さまざまな用途に用いられる。岩塩から少量採取される単結晶は塩の目 (Davsin Nud) と呼ばれ、うがい用などに珍重される。また、塊状の岩塩を家畜にあたえることもある。
日本では1990年代後半から食用、観賞用として輸入され、現在ではモンゴル国の主要な対日本輸出品目のひとつになっている。
食用のモンゴル岩塩のうち高品質なものは、採掘後のトリミングと空気洗浄によって不純物を除去した後、直接粉砕する。（一般の食用岩塩は、水で溶解し再結晶させることで不純物を除去する。）不純物の除去とその後の検査に手間のかかる製造工程だが、再結晶によらない岩塩の風味の保持を目的としている。
モンゴル国ではソビエト連邦の時代から、ヨード化塩 (ヨードを添加した食塩) の普及が奨励されているが、近年はグルメ用の塩として、モンゴル岩塩が百貨店などで販売されている。

## 商品名としての「モンゴル岩塩」

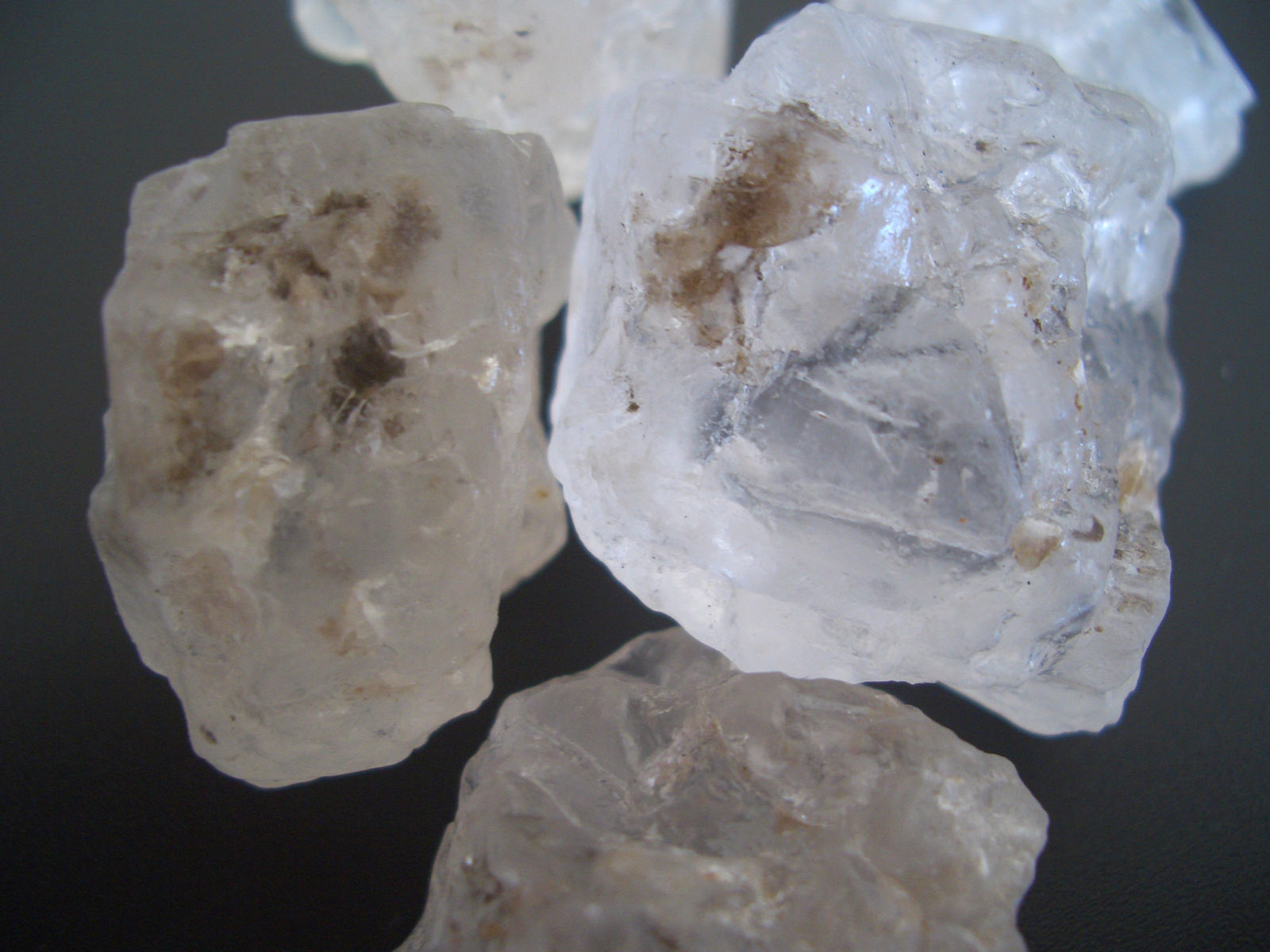
ジランタイ（中国）の湖塩。結晶中の不純物が目視できる。

日本で販売される商品名としての「モンゴル岩塩」には、上記の岩塩のほかに、湖塩がある。
湖塩の「モンゴル岩塩」は、モンゴル国東部のドルノド県 (Dornod Aimag)、および中国の内モンゴル自治区西部のアルシャー盟（阿拉善盟）ジランタイ（吉蘭泰）にある塩湖から、それぞれ産出される。湖塩は正確には岩塩ではない。しかし、結晶の形状や「モンゴル」という産地の地名上の共通性から、モンゴルの岩塩とうたわれ、販売されている。

## 世界遺産
モンゴル岩塩の産地であるウヴス・ヌール盆地は、2003年にユネスコの世界遺産に登録されている。

## 展示
2005年日本国際博覧会（愛・地球博）では、モンゴル館の巨大オブジェとしてモンゴル岩塩が展示された。